# Ginai
Ginai település Franciaországban, Orne megyében. Lakosainak száma 72 fő (2022. január 1.). Ginai Croisilles, Saint-Germain-de-Clairefeuille, Gouffern en Auge és Merlerault-le-Pin községekkel határos.

## Népesség
A település népességének változása:
| Lakosok száma | 97   | 102  | 94   | 85   | 76   | 74   | 73   | 71   | 72   |
|               | 2013 | 2015 | 2016 | 2017 | 2018 | 2019 | 2020 | 2021 | 2022 |